# (1340) Yvette
(1340) Yvette es un asteroide perteneciente al cinturón de asteroides descubierto por Louis Boyer el 27 de diciembre de 1934 desde el observatorio de Argel-Bouzaréah, Argelia.

## Designación y nombre
Yvette fue designado al principio como 1934 YA.
Más tarde, se nombró en honor de una sobrina del descubridor.

## Características orbitales
Yvette orbita a una distancia media del Sol de 3,186 ua, pudiendo acercarse hasta 2,774 ua. Su excentricidad es 0,1294 y la inclinación orbital 0,417°. Emplea 2077 días en completar una órbita alrededor del Sol.